# Albert Deblaere
Albert Deblaere (Brugge, 5 juni 1916 - Rome, 31 juli 1994) was een Belgische jezuïet.

## Levensloop
In Brugge geboren, volbracht Deblaere zijn lagere en middelbare studies aan het Brugse Sint-Lodewijkscollege, hij beëindigde ze in de retorica 1934 en trad in bij de jezuïeten. Hij werd in 1947 tot priester gewijd en promoveerde in 1957 aan de Katholieke Universiteit Leuven tot doctor in de Germaanse filologie.
In 1962 werd hij docent aan de Universiteit Gregoriana in Rome en bleef aan deze instelling verbonden tot aan zijn dood. Hij doceerde ook aan het theologisch college voor jezuïeten in Heverlee.
Hij specialiseerde zich in de studie van de mystieke christelijke literatuur, en in de eerste plaats van de Vlaamse mystici Ruusbroec, Geert Grote, Beatrijs en Hadewijch. Dit bracht hem tot vaste medewerking met het Ruusbroecgenootschap.
In talrijke artikels in het tijdschrift Streven toonde Deblaere zijn wijde belangstelling voor allerhande onderwerpen. Zo schreef hij bijvoorbeeld over de nieuwe stad Brasilia, over de door Matisse gedecoreerde kapel in Vence en talrijke besprekingen van boeken over zeer uiteenlopende onderwerpen.

## Publicaties
- De mystieke schrijfster Maria Petyt (1623-1677), 1962.
- Essays on mystical literature, 2 volumes, Leuven, Peeters, 2004 & 2005.
- Evolutie van het gebedsleven tot bij de Moderne Devotie, in: Rob. Faesen, 'Zich aan God hechten. Twee teksten uit de moderne devotie', Bonheiden, 1999.

### Publicaties in deDictionnaire de Spiritualité
- Essentiel.
- Voies (purificatives, illuminatives, intuitives).
- Vie active, vie contemplative, vie mixte.
- Sommeil et vie spirituelle.
- Michel de Saint-Augustin, karmeliet, 1622-1684.
- Jean Mombaer, regulier kanunnik, 1460-1501.